# Grotte Tsona
La grotte Tsona (autre orthographe : Ntsona) est une grotte située à six kilomètres au sud de Ndendé dans le département de la Dola au sud du Gabon.

## Description
La grotte Tsona présente des strates qui sont en réalité des bancs de stromatolithes, exceptionnels au niveau mondial. Bernard Peyrot, spécialiste des grottes et des études scientifiques qui s'y rattachent, a publié le plan de cette grotte ainsi qu'une étude complète de sa faune.
Cachée par un gigantesque rocher, la grotte Tsona se trouve au flanc d'une colline. Son ouverture fait plusieurs mètres de large et plus de 2,50 mètres de haut. En surplomb, poussent des arbres dont les lianes pendantes tombent à même le sol.
À quelques mètres de l'entrée de la grotte, se trouve une vaste salle de plus de 25 mètres de large et de 5 mètres de hauteur.
L'entrée laisse entrevoir, au fond de la caverne, un tunnel qui fuit profondément dans les entrailles de la colline.
Plus loin, on peut apercevoir un cône de terre surmonté par les parois qui débouchent sur le ciel par un orifice de quelques mètres : il s'agit d'un partie de voûte qui s'est effondrée.
À l'intérieur de la grotte, les parois de couleur grisâtre sont jalonnées de strates sur plus d'un mètre de hauteur. Se succèdent ensuite 1 mètre à 1,50 mètre de strates grises et noires qui alternent.
Le plafond présente des concrétions couleur rouille.
Après une progression de 200 mètres environ, on atteint la fin de la caverne principale. Il y a des graffitis au charbon au fond de la grotte.

## Biospéologie
La faune entomologique est aussi importante. Dans le noir on trouve de nombreux grillons. Au plafond il y a des concrétions circulaires, dont l'origine demeure mystérieuse. Des voûtes circulaires de plusieurs mètres de diamètre sont également visibles.